# Пезан, Луис Фернанду
Луис Фернанду де Соуза (порт. Luiz Fernando Pezão; род. 29 марта 1955, Пираи, Рио-де-Жанейро), более известен как Луис Фернанду Пезан или просто Пезан — бразильский экономист и политик. Губернатор штата Рио-де-Жанейро (2014—2019). Член Бразильского демократического движения.
После окончания Universidade Estácio de Sá в 1980-х годах он стал советником, а затем в 1997 году мэром своего родного города Пираи. На должность государственного секретаря штата Рио-де-Жанейро он был назначен губернатором Росиньей Гаротиньо в 2005 году. Благодаря своему политическому союзу с Сержиу Кабрал Фильо, он был избран вице-губернатором Рио-де-Жанейро. На посту государственного секретаря координировал основные правительственные работы в нуждающихся регионах, таких как Комплексо-ду-Алемао и Росинья.
Значительно поднялся в политике, став губернатором штата после отставки Кабрала Филью в 2014 году.
29 ноября 2018 года Пезао был арестован во дворце Ларанжейрас по обвинению в коррупции.

## Образование и политическая карьера
Родился в муниципалитете Пираи и получил высшее образование в области экономики и делового администрирования в частном университете Universidade Estácio de Sá. Вошёл в общественную жизнь в 1980-х, когда был избран членом совета на два срока (1982—1988 и 1993—1996), а затем стал дважды мэром своего родного города (1996—2000 и 2001—2004).
Пезао был назначен заместителем государственного секретаря по вопросам правительства и координации тогдашним губернатором Росинья Матеус.

### Вице-губернатор

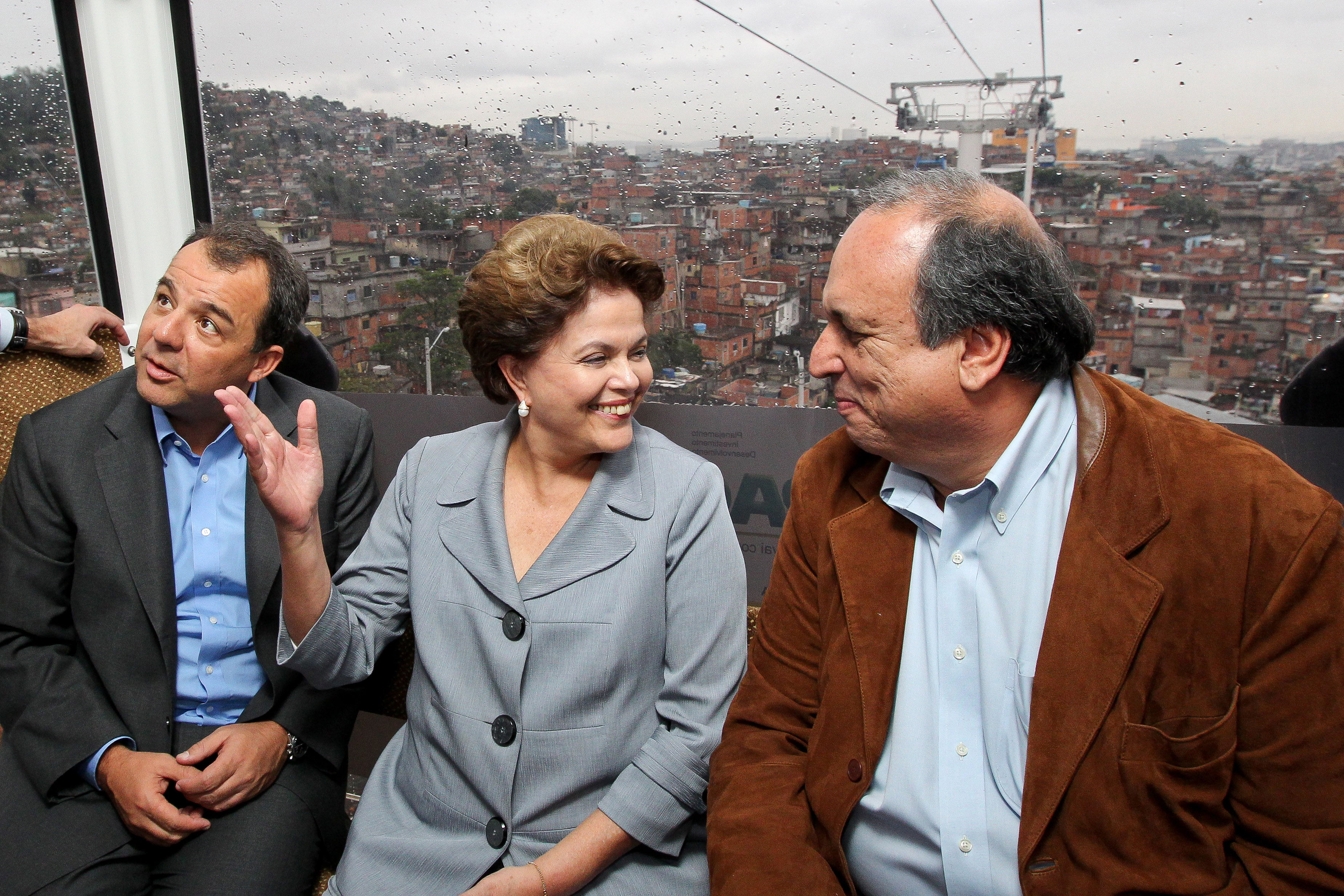
Дилма Русеф, Сержиу Кабрал и Пезан-но-Алемао, 2011 год

Избранный вице-губернатором штата Рио-де-Жанейро из списка Сержио Кабрала Филью на два срока (2007—2010 и 2011—2014 годы), Пезан координировал восстановление городов, пострадавших от дождей, в горном регионе, и руководил проектами, которые представляли предоставлены различные городские улучшения, как дренаж и мощение улиц, он также координировал и различные правительственные проекты, например строительство метро.

### Губернатор

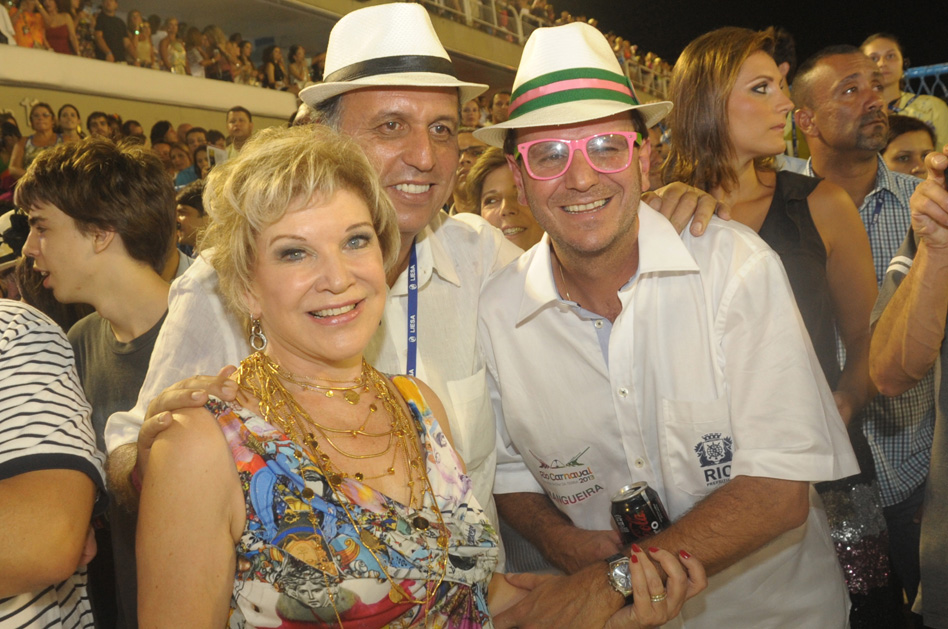
Эдуардо Паэс, Марта Суплиси и Пезан во время карнавала

Пезан вступил в должность губернатора штата Рио-де-Жанейро после отставки 3 апреля 2014 года Сержиу Кабрала Фильо. Во втором раунде на выборах 2014 года он вновь был избран губернатором штата во втором раунде с 55,78 % голосов против Марсело Кривелла, который 44,22 % голосов.

### Операция «Лава Жато»
В марте 2015 года бывший директор Petrobras Пауло Роберто Коста заявил, что Сержиу Кабрал Фильо и Пезан получил бы 30 миллионов реалов наличными. По словам Косты, Кабрал был одним из участников коррупционной схемы. Пезан был отправлен в Высший суд справедливости вместе со списком других губернаторов, подозреваемых в причастности к коррупции государственной компании. В сентябре 2015 года Федеральная полиция потребовала закрыть расследование.  Губернатор заявил, что в ходе расследования операции ОФ его «жизнь вывернула наизнанку».  В следующем месяце Генеральная прокуратура потребовала продолжения расследования в отношении Пезана и Кабрала.  В декабре 2015 года банкир Альберто Юсеф заявил, что кампания по переизбранию Кабрала получила 30 миллионов реалов.  Однако Пезан отрицает, что получал переводы от Паулу Роберто Косты.

### Кассационная жалоба
8 февраля 2017 года 3 голосами против 2 Окружной избирательный суд Рио-де-Жанейро отозвал мандат Пезао и его заместителя Франсиско Дорнеллеса за злоупотребление экономической и политической властью, что повлечёт за собой их арестом на 8 лет. Региональная избирательная прокуратура Рио-де-Жанейро заявила, что в ходе последней губернаторской кампании в 2014 году не были учтены расходы в размере около 10 миллионов реалов. Действие кассационного решения было приостановлено до рассмотрения возможной апелляции Высшим избирательным судом. 28 августа 2018 года Высший избирательный суд отменил решение Окружного избирательного суда Рио-де-Жанейро, посчитав, что не было соблюдено правило Избирательного кодекса, который предусматривает, что все члены судейского органа должны участвовать в заседании.

### Тюрьма
Утром 29 ноября 2018 года Пезан был задержан Федеральной полицией. Но его мандат на губернатора штата Рио-де-Жанейро не был отменён.  После задержания вице-губернатор Рио-де-Жанейро Франсиско Дорнеллес стал исполнять обязанности губернатора, тем самым став главой исполнительной власти штата.

### Освобождение
10 декабря 2019 года шестая коллегия Верховного суда 3 голосами против 0 утвердила освобождение бывшему губернатору (2 из 5 министров не смогли проголосовать). Вместо тюрьмы были предусмотрены следующие меры предосторожности:
- Являться в суд по вызову;
- Мониторинг с помощью электронного браслета;
- Запрет контакта с другими обвиняемыми;
- Запрет занимать должности, включая государственные;
- Запрет покидать Рио-де-Жанейро без разрешения суда;
- Сообщать судье о любой банковской операции на сумму, превышающую 10 000 реалов;
- Ночной трансфер домой с 20:00 до 6:00, каждый день.

## Личная жизнь

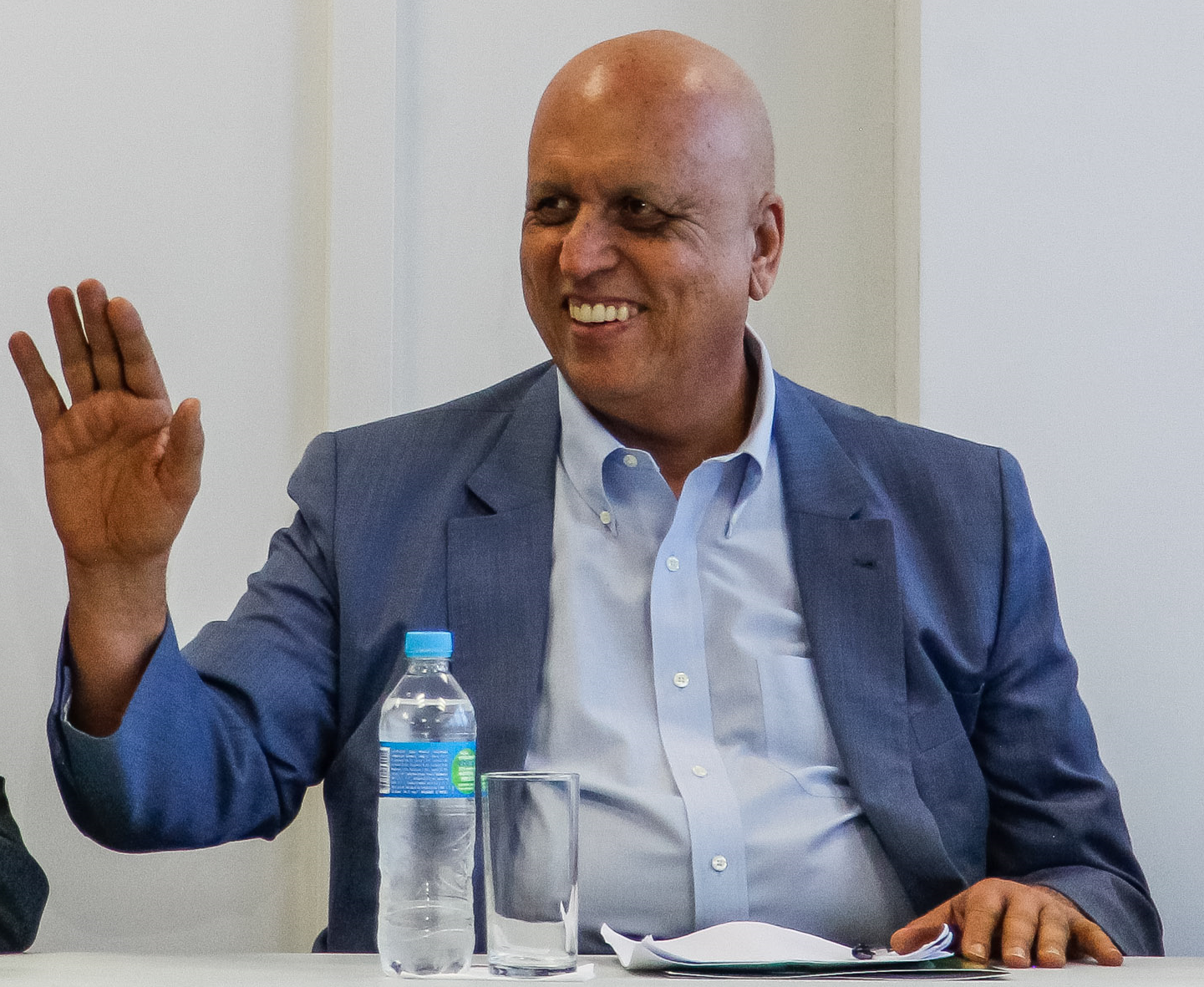
Пезан во время выздоровления

Женат на юристе Марии Люсии Каутиеро Орта Жардим, которая во время пребывания своего мужа на посту губернатора была первой леди Рио-де-Жанейро и почётным президентом Рио-Солидарио.

### Происхождение фамилии
Луис Фернанду де Соуза более известен как Пезан из-за того, что носит обувь 47-го размера. Прозвище, которое он получил в детстве, вошло в его политическое имя.

### Проблемы со здоровьем
24 марта 2016 года у Пезана была диагностирована неходжкинская лимфома — редкий тип рака, поражающий костную ткань.
После курсов химиотерапии тесты показали, что Пезан излечился от лимфомы, и политик смог возобновить свою работу, но его всё равно нужно будет сопровождать около 5 лет, как и всех, кто болел раком, чтобы проверить, не вернётся ли болезнь.